# Richard Ewell
Richard Stoddert Ewell (Georgetown (Washington D.C.), 8 februari 1817 - Spring Hill (Tennessee), 25 januari 1872) was een Amerikaans generaal die tijdens de Amerikaanse Burgeroorlog in het Zuidelijke leger diende. Hij vocht onder Stonewall Jackson en Robert E. Lee aan het oostelijke front.

## Vroege jaren
Ewell werd geboren op 8 februari 1817 in Georgetown (Washington D.C.). Hij groeide op in  Prince William County, Virginia. Toen hij drie jaar oud was, woonde zijn familie in "Stony Lonesome". Dit was een landgoed niet ver van Manassas. Hij was de derde zoon van Dr. Thomas en Elizabeth Stoddert Ewell. Zijn grootvaders waren Benjamin Stoddert, de eerste minister van de Marine en kolonel Jesse Ewell. Zijn oudere broer was Benjamin Stoddert Ewell. 
Ewell studeerde in 1840 af aan de militaire academie West Point als dertiende in een klas van 43 kadetten. Zijn vrienden noemden hem "Old Bald Head" or "Baldy." Hij kreeg een benoeming als tweede luitenant in het 1st U.S. Dragoons. Tussen 1843 en 1845 diende hij samen met Philip St. George Cooke en Stephen Watts Kearny langs de Santa Fe Trail en de Oregon Trail.  In 1845 werd Ewell bevorderd tot eerste luitenant. In de Mexicaans-Amerikaanse Oorlog werd hij bevorderd tot kapitein voor zijn moed tijdens de Slag bij Contreras en de Slag bij Churubusco. Bij Contreras had hij een nachtelijke verkenningsopdracht uitgevoerd met kapitein Robert E. Lee, die later zijn bevelhebber zou worden.
Hierna bracht hij enige tijd door in het westen. Hij diende in de New Mexico Territory en verkende samen met kolonel Benjamin Bonneville de Gadsdenaankoop. Ewell raakte gewond in 1859 in de oorlog tegen de Apachen. Het jaar daarop nam hij het bevel op zich van Fort Buchanan in Arizona. Hij werd ziek en keerde terug naar Virginia om te genezen.

## De Amerikaanse Burgeroorlog
Terwijl de problemen tussen de Noordelijke en Zuidelijke staten tot een kookpunt stegen, was Ewell een voorstander van de Noordelijke standpunten. Toen zijn thuisstaat Virginia zich afscheidde van de Unie gaf hij op 7 mei 1861 toch zijn ontslag uit het U.S. Army. Hij nam Dienst in het Provisional Army of Virginia. Twee dagen later werd hij benoemd tot kolonel van een cavalerie-eenheid. Hij was de eerste officier die gewond raakte in een schermutseling op 31 mei bij Fairfax Court House. Hij kreeg een kogel in zijn schouder. Op 17 juni werd hij benoemd tot brigadegeneraal in het Confederate States Army. Hij voerde een brigade aan tijdens de Eerste Slag bij Bull Run. Ze bewaakten verschillende oversteekplaatsen en zagen geen actie tijdens de slag zelf.
Enkele uren na de slag stelde Ewell aan president Jefferson Davis voor om ook slaven te rekruteren voor het leger. Hij wou zelfs de leiding over deze regimenten op zich nemen. Ewell was ervan overtuigd dat alle mannen nodig zouden zijn om de oorlog te winnen. De president wees dit voorstel categoriek van de hand. Dit onderwerp werd nooit meer aangehaald door Ewell.

### Stonewall Jackson

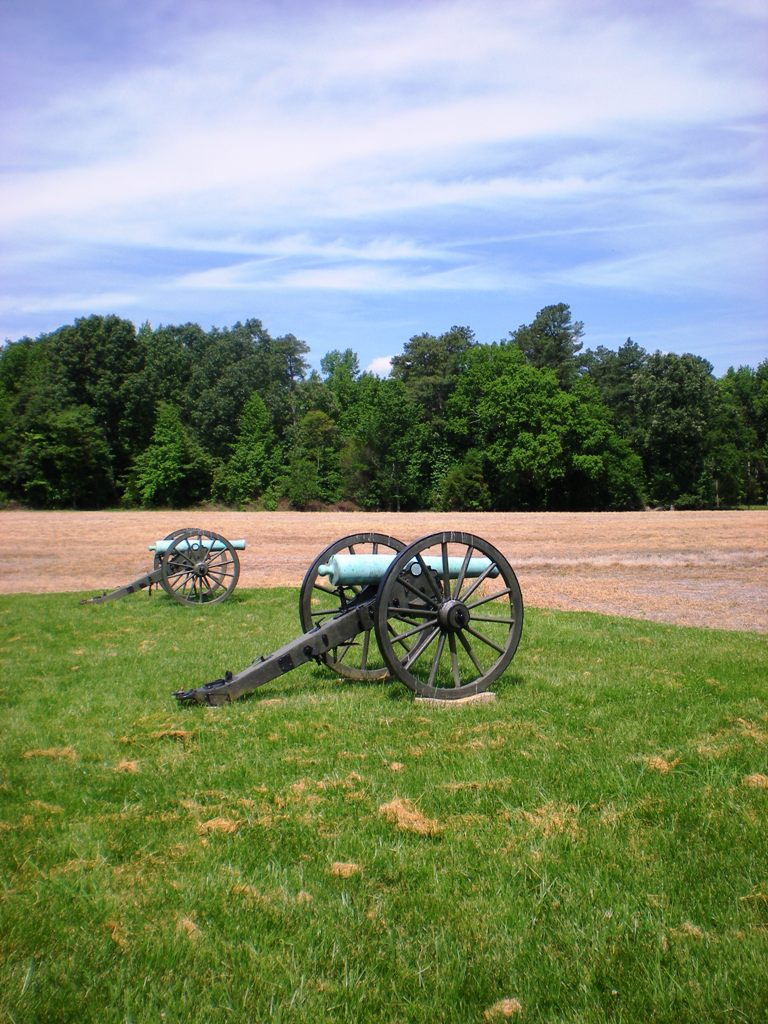
Malvern Hill

Op 24 januari 1862 werd Ewell bevorderd tot generaal-majoor en kreeg hij het bevel over een divisie. Toen het leger van Joseph Johnston in maart zich terugtrok naar Richmond om de verwachte Noordelijke aanval op te vangen, werd Ewell’s divisie bij Culpeper gestationeerd. In mei kreeg hij het bevel om naar de Shenandoahvallei te gaan om generaal-majoor Thomas "Stonewall" Jacksons strijdmacht te versterken. Ewell trok op in westelijke richting, stak de Bleu Ridge over en sloot zich na enige moeilijkheden aan bij Jackson. Hoewel hun karakters sterk verschilden, werkten beide generaals goed samen. Jackson was streng en gelovig terwijl Ewell graag vloekte en de nodige humor had. Jackson was flexibel en gebruikte zijn sterke intuïtie op het slagveld. Ewell was dapper en efficiënt, maar hij had duidelijke en uitgewerkte bevelen nodig om goed te kunnen functioneren.  Ewell had het in het begin moeilijk met de commandostijl van Jackson die zijn tactische plannen vrijwel nooit deelde met zijn officieren.
Tijdens de daaropvolgende veldtocht in de Shenandoahvallei voerde Ewell zijn divisie naar verschillende overwinningen tegen meestal grotere Noordelijke strijdmachten. Zo kon hij generaal-majoor Nathaniel P. Banks, John C. Frémont en James Shields verslaan bij respectievelijk Front Royal, Winchester, Cross Keys en Port Republic. Jacksons leger werd terug geroepen naar Richmond om samen met Robert E. Lee de hoofdstad te beschermen tegen oprukkende Army of the Potomac onder leiding van generaal-majoor George B. McClellan tijdens de Schiereilandveldtocht. Tijdens de Slag bij Gaines' Mill voerde Ewell zijn divisie met verve aan maar zag weinig of geen actie in Malvern Hill. Het Army of the Potomac werd verslagen tijdens de Zevendagenslag. Een nieuwe dreiging kwam van het Noordelijke Army of Virginia onder leiding van John Pope. Jackson werd vooruit gestuurd om het Noordelijke leger te vinden en tegen te houden. Ewell versloeg Banks opnieuw in de Slag bij Cedar Mountain op 9 augustus. Op 28 augustus raakte Ewell zwaargewond tijdens een schermutseling bij Brawner's Farm. Een kogel verbrijzelde zijn linkerbeen. Pas na enkele uren kon hij geëvacueerd worden. Zijn been was niet meer te redden en werd geamputeerd. Ewell had maanden nodig om te herstellen. Er werd een houten been voor hem gemaakt, maar door de onregelmatige wonde, paste het niet goed. Op Kerstdag viel hij van zijn paard waardoor zijn vewonding opnieuw erger werd.
Tijdens zijn revalidatie werd hij verpleegd door zijn nicht Lizinka Campbell Brown. Hij had gevoelens voor haar sinds zijn tienerjaren maar ze huwde iemand anders. Ondertussen was ze een weduwe geworden en woonde in Nashville. Terwijl ze Ewell verzorgde werden haar gevoelens voor hem ook sterker. Ze huwden op 26 mei 1863.
Na negen maanden van herstel keerde hij terug naar het front. Bij de Slag bij Chancellorsville kwam "Stonewall" Jackson om het leven. Ewell werd bevorderd tot luitenant-generaal en kreeg het bevel over het Second Corps. Dit korps was kleiner dan wat het onder Jackson geweest was omdat Jacksons troepen verdeeld werden onder het Second en het nieuwgevormde Third Corps onder leiding van luitenant-generaal A. P. Hill. Ewell was de derde generaal die de rang kreeg van Luitenant-generaal na Robert E. Lee en James Longstreet.

### Gettysburg
Ewell bleef last hebben van zijn been en had krukken nodig om zich te verplaatsen. Tijdens de eerste dagen van de Gettysburgveldtocht kon Ewell tijdens de Tweede Slag bij Winchester 4.000 soldaten krijgsgevangen maken en 23 kanonnen veroveren. Tijdens de Zuidelijke invasie van Pennsylvania rukte Ewell op tot in de nabijheid van de hoofdstad Harrisburg voor dat hij werd teruggeroepen naar Gettysburg.
Bij de Slag bij Gettysburg behaalde hij aanvankelijk enig succes. Op 1 juli 1863 naderde Ewell’s korps vanuit noordelijke richting en brak door de linies van het Noordelijke XI Corps en een deel van het I Corps. Hij dreef ze terug door de straten van Gettysburg. De Noordelijken trokken zich terug naar Cemetery Hill waar ze defensieve stellingen innamen. Toen Robert E. Lee het slagveld betrad, onderkende hij onmiddellijke het strategisch belang van Cemetery Hill. Hij stuurde orders naar Ewell om deze stelling in te nemen "indien mogelijk". De historicus James M. McPherson schreef hierover: "Mocht Stonewall Jackson nog geleefd hebben, zou hij zonder aarzelen de Heuvel aangevallen hebben. Maar Ewell was Jackson niet.".
Ewell had verschillende redenen om de aanval niet te openen. Ten eerste was het bevel van Lee contradictorisch. Hij moest de heuvel innemen indien  mogelijk maar een algemene strijd voorkomen tot de andere Zuidelijke korpsen gearriveerd waren. Lee antwoorde ook negatief op de vraag van Ewell om ondersteuning te krijgen van A.P. Hills korps. Ewells soldaten waren moe van de lange marsen en de geleverde gevechten op een warme julidag. Het zou moeilijk worden om de eenheden te hergroeperen en ze door de smalle straten van Gettysburg te sturen om de aanval op een gecoördineerde manier uit te voeren. Er was versterking onder weg in de vorm een divisie van generaal-majoor Edward “Allegheny” Johnson. Maar Ewell had informatie gekregen waaruit bleek dat de Noordelijken eveneens versterkingen kregen en een flankaanval konden uitvoeren. Ewells ondergeschikte, generaal-majoor Jubal Early was het eens mij Ewells inschatting.  Toen Ewell alsnog de Noordelijke stellingen aanviel op 2 en 3 juli werden de aanvallen met zware verliezen afgeslagen.
Op 3 juli raakte Ewell opnieuw licht gewond. Hij trok zijn korps op een ordelijke manier terug naar Virginia. Eind november nam Ewell ziekteverlof. Hij had last van koorts en problemen met zijn been. Een maand later keerde hij terug maar zou regelmatig last ondervinden van zijn been en zijn gezondheid in het algemeen. Toen hij in januari 1864 van zijn paard viel, verergerde dit alleen maar zijn slechte gezondheid.

### Overlandveldtocht en Richmond

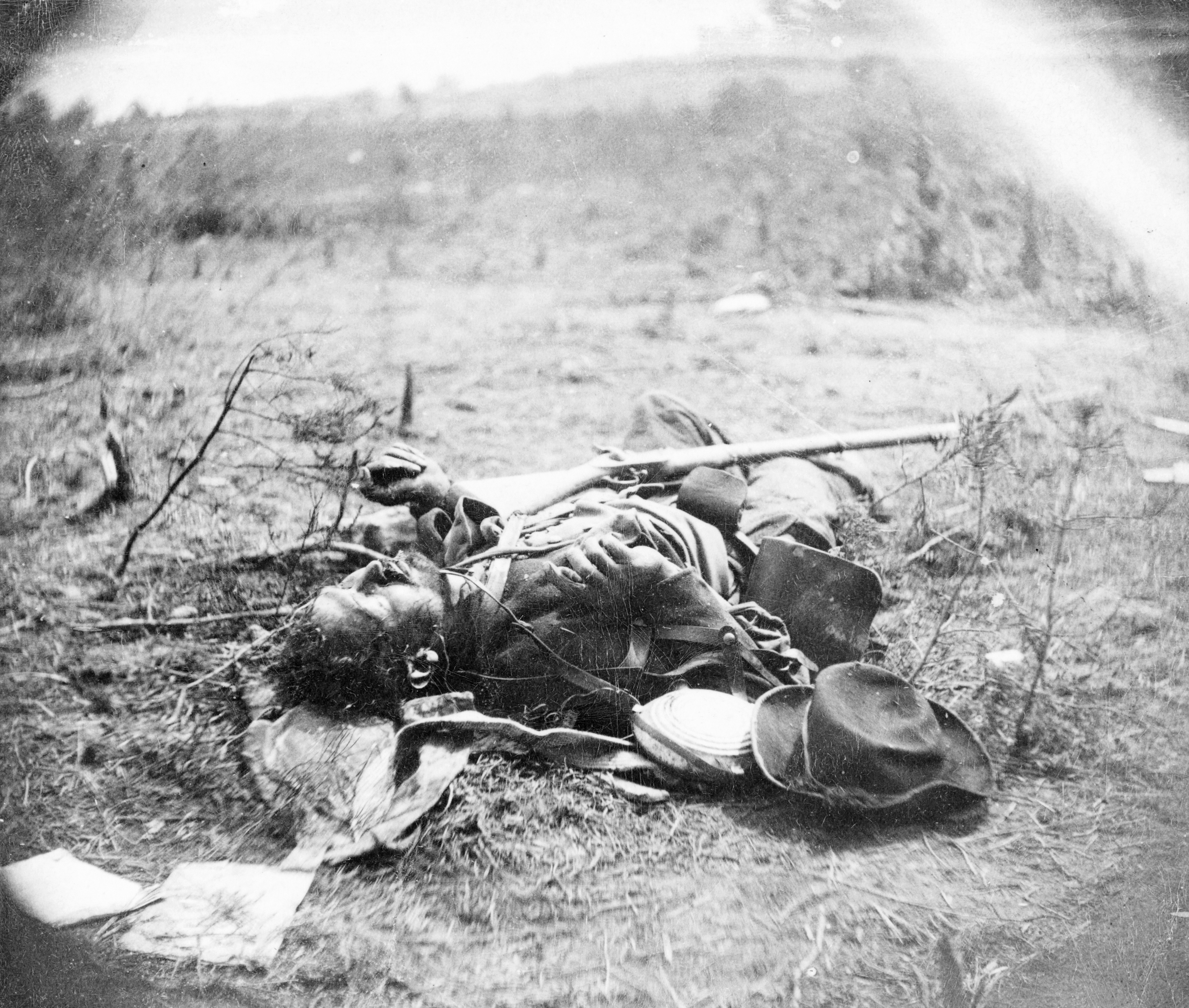
Een Zuidelijke soldaat die gesneuveld was tijdens de aanval op Alsop Farm op 19 mei 1864

Na Gettysburg vocht Ewell nog bij de Slag in de Wildernis en de Slag bij Spotsylvania Court House maar zijn twijfelachtige houding tijdens gevechten brachten Lee ertoe om Ewell uit zijn post te ontheffen waarna hij de verantwoordelijkheid kreeg voor de verdediging van de Geconfedereerde hoofdstad Richmond. Begin april 1865 trok Ewell zijn eenheden terug uit Richmond. Tijdens deze aftocht braken er branden uit in de Zuidelijke hoofdstad. Er werd nooit vastgesteld wie hiervoor verantwoordelijk was. Ofwel waren het plunderende burgers ofwel waren het Zuidelijke soldaten die bepaalde voorraden en gebouwen in brand staken zodat deze niet in Nooderlijke handen vielen. Het resultaat was dat een derde van de stad in vlammen opging waaronder het volledig zakelijk district. Enkele dagen voor Lee zich zou overgeven bij Appomattox Court  House werden Ewell en zijn eenheden omsingeld en gevangen genomen bij Sayler's Creek. Ewell werd gevangen gezet in Fort Warren in de haven van Boston. Tijdens zijn gevangenschap stuurde hij een brief naar Ulysses S. Grant. Deze brief was door 16 andere Zuidelijke generaals ondertekend. Hierin drukten ze hun afschuw uit over de moord op Abraham Lincoln.

## Latere jaren

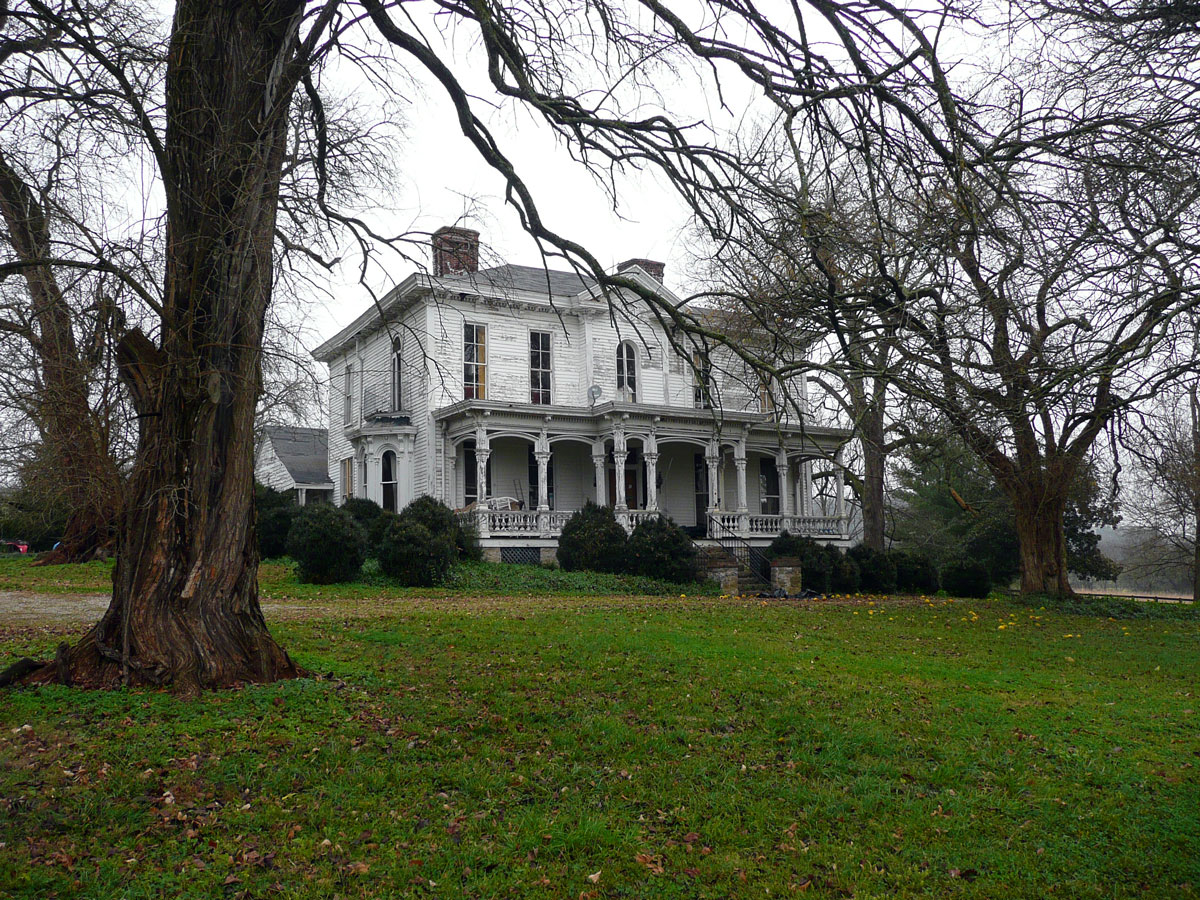
Ewell Farm bij Spring Hill, Tennessee

Toen Ewell in juli 1865 vrij kwam, trok hij zich terug op het landbouwbedrijf van zijn echtgenote bij Spring Hill in Tennessee. Hij vewende de kinderen en kleinkinderen van zijn vrouw. Al snel kon hij met de winst van de boerderij investeren in een katoenplantage in Mississippi. Zijn been was zo goed als genezen. Toch blijf zijn gezondheid hem parten spelen door zenuwpijnen. Hij was voorzitter van de Columbia Female Academy's board of trustees en voorzitter van deMaury County Agricultural Society. In januari 1872 kregen Ewell en zijn vrouw een longontsteking. Ze stierven kort daarop met enkele dagen verschil. Ze werden begraven in de Nashville City Cemetery in Nashville, Tennessee. In 1935 verscheen een boek van zijn hand met de title The Making of a Soldier.

## Militaire loopbaan
- Cadet:
- Second Lieutenant (USA): 1840[22]
- First Lieutenant (USA): 1845
- Captain (USA): mei 1861
- Colonel (CSA): 9 mei 1861[22]
- Brigadier General (CSA): 17 juni 1861[22]
- Major General (CSA): 23 januari 1862[22]
- Lieutenant General (CSA): 23 mei 1863[22]